# Zunyi
Zunyi (chinois simplifié : 遵义市 ; chinois traditionnel : 遵義 ; pinyin : zūnyì shì) est une Ville-préfecture du nord de la province du Guizhou en Chine.

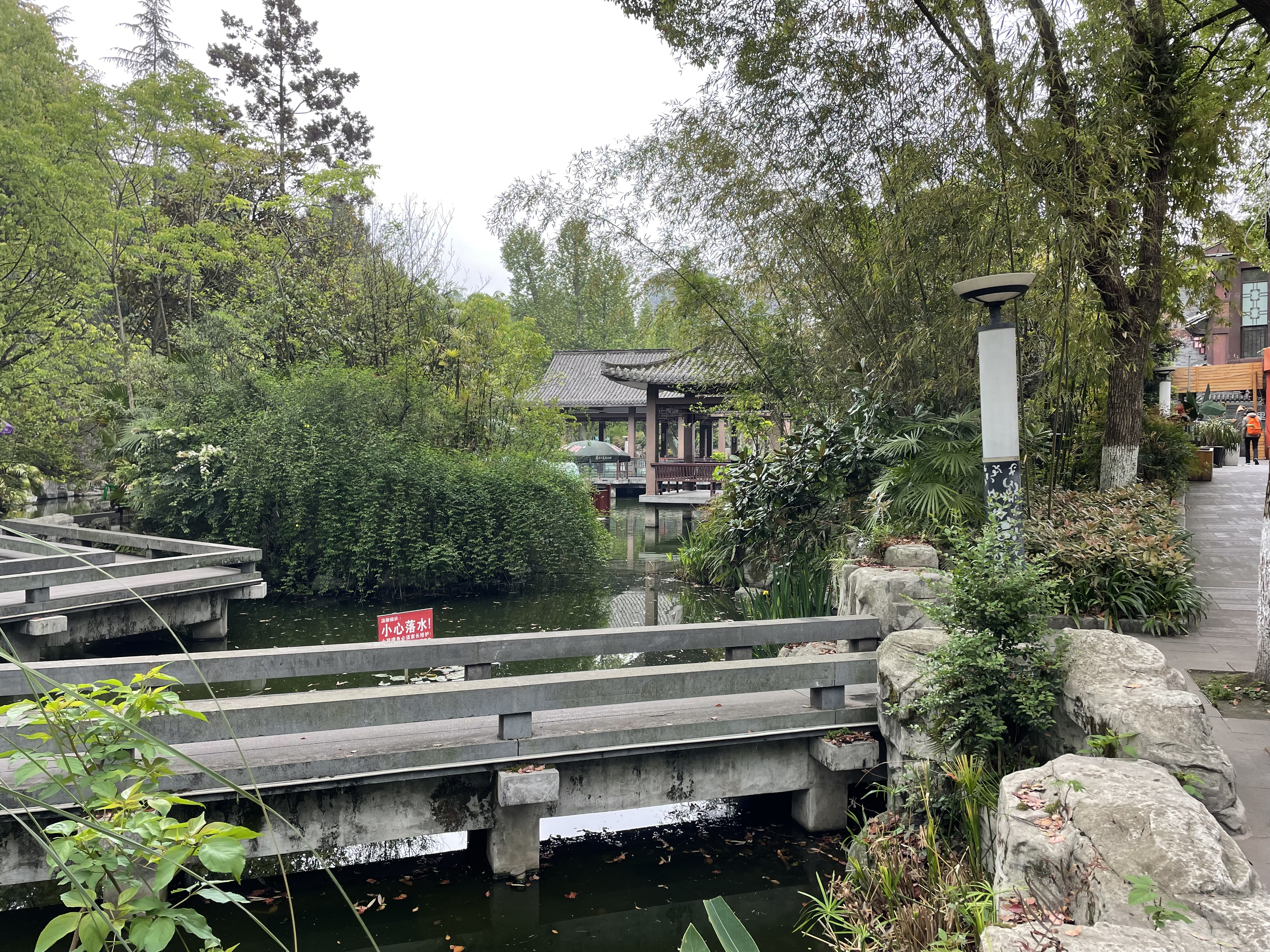
parc dans le quartier ancien de Zunyi

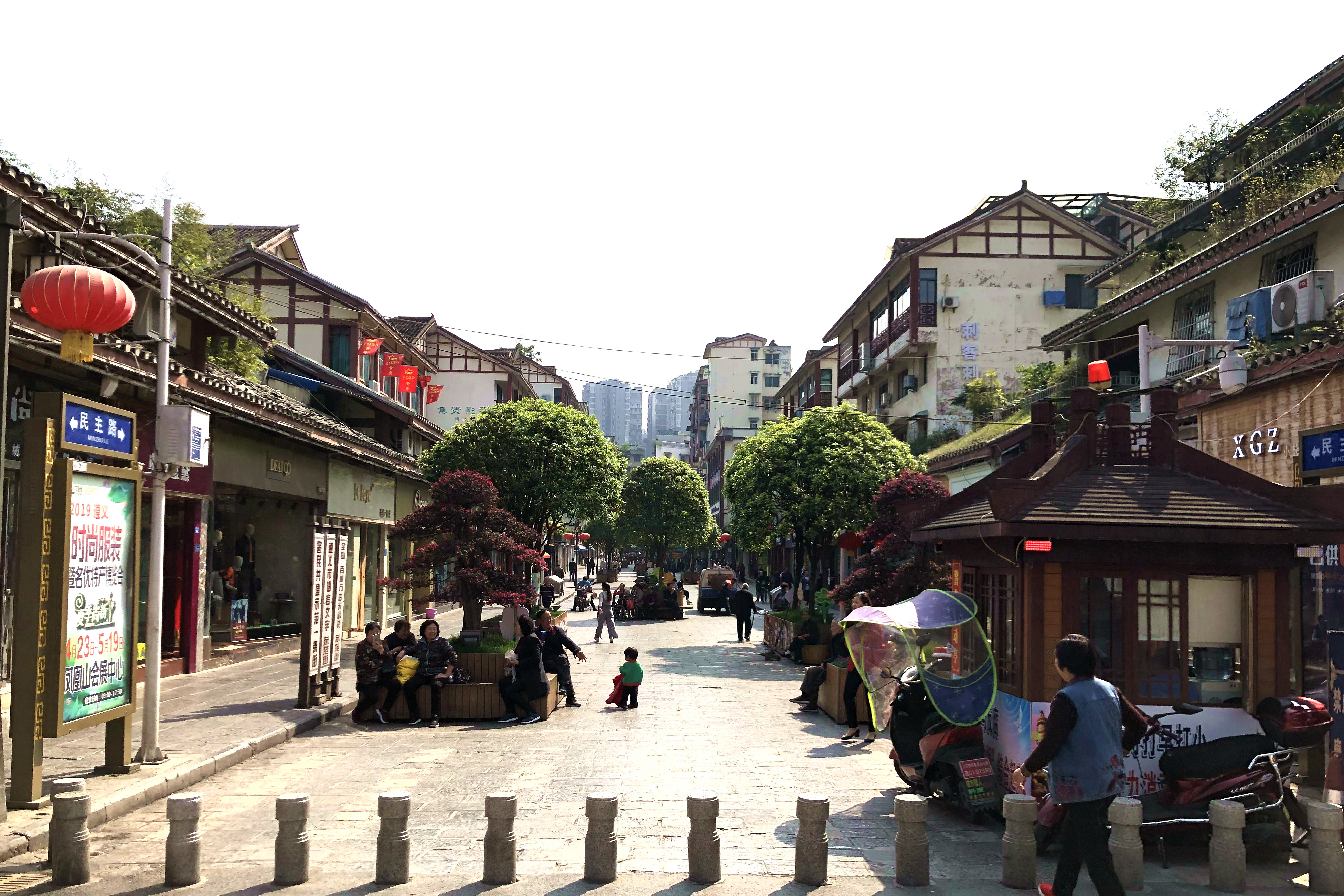
Rue piétonne Minzhu

## Histoire
En janvier 1935, au cours de la Longue Marche, une réunion décisive du Parti communiste chinois (PCC) se tient à Zunyi. Elle implique une lutte de pouvoir entre la direction de Bo Gu et Otto Braun et l'opposition menée par Mao Zedong. À l'issue de la conférence de Zunyi (en), Mao est en position de prendre le commandement militaire et de devenir le chef du Parti communiste. 
Actuellement, la Chine développe le tourisme Rouge (en) dans la région de Zunyi en lien avec cet épisode,. 

## Économie
En 2006, le PIB total a été de 46,5 milliards de yuans, et le PIB par habitant de 6 239 yuans.

## Subdivisions administratives
La ville-préfecture de Zunyi exerce sa juridiction sur quatorze subdivisions - deux districts, deux villes-districts, huit xian et deux xian autonomes :
- le district de Honghuagang - 红花岗区 Hónghuāgǎng qū ;
- le district de Huichuan - 汇川区 Huìchuān qū ;
- la ville-district de Chishui - 赤水市 Chìshuǐ shì ;
- la ville-district de Renhuai - 仁怀市 Rénhuái shì ;
- le xian de Zunyi - 遵义县 Zūnyì xiàn ;
- le xian de Tongzi - 桐梓县 Tóngzǐ xiàn ;
- le xian de Suiyang - 绥阳县 Suíyáng xiàn ;
- le xian de Zheng'an - 正安县 Zhèng'ān xiàn ;
- le xian de Fenggang - 凤冈县 Fènggāng xiàn ;
- le xian de Meitan - 湄潭县 Méitán xiàn ;
- le xian de Yuqing - 余庆县 Yúqìng xiàn ;
- le xian de Xishui - 习水县 Xíshuǐ xiàn ;
- le xian autonome gelao et miao de Daozhen - 道真仡佬族苗族自治县 Dàozhēn gēlǎozú miáozú zìzhìxiàn ;
- le xian autonome gelao et miao de Wuchuan - 务川仡佬族苗族自治县 Wùchuān gēlǎozú miáozú zìzhìxiàn.